# Odaxothrissa
Odaxothrissa és un gènere de peixos pertanyent a la família dels clupeids.

## Taxonomia
- Odaxothrissa ansorgii (Boulenger, 1910)
- Odaxothrissa losera (Boulenger, 1899)[2]
- Odaxothrissa mento (Regan, 1917)
- Odaxothrissa vittata (Regan, 1917)[3][4][5][6][7]